# Kill the Boy
«Kill the Boy» (Mateu el noi) és el cinquè episodi de la cinquena temporada, el 45è del total, de la sèrie televisiva Game of Thrones de la productora nord-americana HBO. L'episodi va ser escrit per Bryan Cogman i dirigit per Jeremy Podeswa. Es va estrenar el 10 de maig del 2015.

## Argument

### Al Nord
Brienne (Gwendoline Christie) i Podrick (Daniel Portman) arriben a una posada prop d'Hivernplè. Parlen amb un criat i veuen que encara és fidel als Stark. Li donen un missatge perquè el faci arribar a Sansa (Sophie Turner) per fer-li saber que si té algun problema ha d'encendre una espelma a la torre més alta d'Hivernplè, llavors la podran ajudar.
A Hivernplè, Ramsay (Iwan Rheon) té una tensa conversa amb Myranda (Charlotte Hope), ja que aquesta està gelosa de Sansa, la futura esposa de Ramsay. Més tard, Myranda parla amb Sansa, i la condueix a les gosseres on viu 'Pudent', anteriorment Theon Greyjoy (Alfie Allen). Durant el sopar, Ramsay fa demanar 'Pudent' disculpes a Sansa per haver assassinat Bran i Rickon però que, de fet, no són morts. Roose (Michael McElhatton) anuncia que ell i Walda (Elizabeth Webster) esperen un fill. Ramsay sent que el seu futur com a hereu de Roose està amenaçat, però Roose el tranquil·litza i li demana el seu suport a resistir l'atac del Rei Stannis a Hivernplè. Ramsey assenteix.

### Al Mur
Les notícies dels esdeveniments de Meereen arriben a Sam (John Bradley) i al maestre Aemon (Peter Vaughan). Aemon es lamenta que Daenerys està molt sola, no té ningú a prop per ajudar-la i que ell és massa vell i malalt per anar-hi. Jon (Kit Harington) arriba i parla en privat amb Aemon, demanant-li consell sobre la incorporació dels salvatges com aliats. Aemon diu a Jon que ha de «matar el nen i deixar que l'home neixi», i explica com Lord Comandant ha de fer el que sent que és correcte.
Després, Jon es reuneix amb Tormund Matagegants (Kristofer Hivju) i l'allibera. A continuació, li ofereix la possibilitat de permetre als salvatges que s'estableixin al sud del Mur, a canvi d'una aliança amb la Guàrdia de la Nit. Tormund li diu que la majoria dels salvatges han fet camí cap a Hardhome, i que per tal d'unir-los i forjar una aliança, Jon l'ha l'acompanyar per parlar amb ells. Quan Jon presenta el seu pla als seus homes, el rebutgen, aquests esmenten els nombrosos germans assassinats pels salvatges, incloent els amics de Jon, com Grenn i Pyp, i tot el poble d'Olly. No obstant això, Jon decideix tirar endavant el seu pla.
A la biblioteca, Sam diu a Gilly que ell sempre havia volgut ser mestre abans d'incorporar-se a la Guàrdia de la Nit. Llavors, el rei Stannis (Stephen Dillane) entra i li pregunta sobre el vidredrac, que és capaç de matar els caminants blancs. Esmenta que Roca de Drac té grans quantitats de vidredrac, i que Sam ha de contiinuar investigant les debilitats dels caminants blancs. Més tard, el rei Stannis diu a Ser Davos (Liam Cunningham) que partiran cap a Hivernplè de bon matí. Davos proposa esperar que Jon torni amb els salvatges, però el rei Stannis vol anar-se'n de cop. També decideix que Selyse (Tara Fitzgerald) i Shireen (Kerry Ingram) vagin amb ells, ja que pensa que no serien segures en el Mur.

### A l'altre costat del Mar Estret
Encara greument ferit a la batalla amb els Fills de l'Harpia, Cuc Gris (Jacob Anderson) ha sobreviscut, i descansa sota l'atenta mirada de Missandei (Nathalie Emmanuel). No obstant això, Ser Barristan Selmy (Ian McElhinney) no ha pogut superar les seves ferides. Daenerys (Emilia Clarke) i Daario (Michiel Huisman) ploren la mort de Barristan a la Gran Piràmide, i Daenerys ordena que portin davant seu els líders de les grans famílies de Meereen, incloent Hizdahr zo Loraq (Joel Fry). Els condueix davant els seus dracs Viserion i Rhaegal i aquests maten i cremen un dels líders; els altres són empresonats. Tres dies més tard, Cuc Gris desperta i diu a Missandei que tenia molta por per no poder tornar a veure-la; Missandei l'abraça. Més tard, Daenerys consulta amb Missandei sobre com fer front als Fills de l'Harpia i Missandei assenyala que Daenerys sempre ha tingut la capacitat de trobar solucions que ningú més pot veure. Inspirat per les paraules de Missandei, Daenerys es troba amb Hizdahr a la seva cel·la, i l'informa que permetrà la reobertura dels pous de lluita, i que per tal de fer la pau amb el poble de Meereen, es casarà amb ell.
Al mar, Tyrion (Peter Dinklage) dedueix que Jora (Iain Glen) fa una drecera a través de les ruïnes de Valyria. Veuen al drac Drogon sobrevolar-los abans que siguin atacats per un grup d'homes de pedra, persones amb psoriagris que es van tornar salvatges per la malaltia. Tyrion es veu obligat a saltar per la borda, però Jorah el salva de morir ofegat. Jorah, quan surt a recollir llenya, icomprova el seu canell i s'adona que ha estat infectat amb psoriagris.

## Producció

### Guió
Aquest episodi va ser l'escrit pel productor de la sèrie Bryan Cogman, i inclou el contingut de dues de les novel·les de George RR
Martin: Festí de Corbs (Samwell I i Samwell IV) i Dansa de Dracs (Jon II, Jon III, Jon XI, Jon XIII, Reek III, Daenerys V i Tyrion V).

## Audiències i crítica

### Audiències de televisió
«Kill the Boy» va ser vist per 6.560.000 espectadors nord-americans durant l'estrena.

### Crítiques
«Kill the Boy» fou valorat positivament. Mike Hogan de Vanity Fair opinava que l'equip creatiu «segueix sabent mantenir la tensió» mentre que Joshua Yehl of IGN puntuava l'episodi amb un 8.4/10 i escrivia que aquesta temporada «aconsegueix el seu punt mitjà amb trames renovades i un estrany moment de bellesa fantàstica». Christopher Orr de The Atlantic qualifica l'episodi de «superb» amb «un guió, direcció i realització de trencadís» A Rotten Tomatoes, tots els 28 critics emeten crítiques positives. L'episodi obté una puntuació de 8.1/10.